# Новопятницкий сельсовет
Новопятницкий сельсовет — сельское поселение в Уярском районе Красноярского края.
Административный центр — село Новопятницкое.

## История
Статус и границы сельского поселения установлены Законом Красноярского края от 18 февраля 2005 года № 13-3040 «Об установлении границ и наделении соответствующим статусом муниципального образования Уярский район и находящихся в его границах иных муниципальных образований»

## Население
| 2010 | 2012  | 2013  | 2014  | 2015  | 2016  | 2017  |
| ---- | ----- | ----- | ----- | ----- | ----- | ----- |
| 1261 | ↘1252 | ↗1278 | ↗1288 | ↘1270 | ↘1258 | ↘1243 |

## Состав сельского поселения
В состав сельского поселения входят 3 населённых пункта:
| № | Населённый пункт  | Тип населённого пункта       | Население |
| - | ----------------- | ---------------------------- | --------- |
| 1 | Новоалександровка | деревня                      | 153       |
| 2 | Новопятницкое     | село, административный центр | 776       |
| 3 | Ольгино           | село                         | 332       |

## Местное самоуправление
Новопятницкий сельский Совет депутатов
Дата избрания: 14.03.2010. Срок полномочий: 5 лет. Количество депутатов:  10
Глава муниципального образования
- Пахомов Андрей Николаевич. Дата избрания: 14.03.2010. Срок полномочий: 5 лет